# Taneční podložka

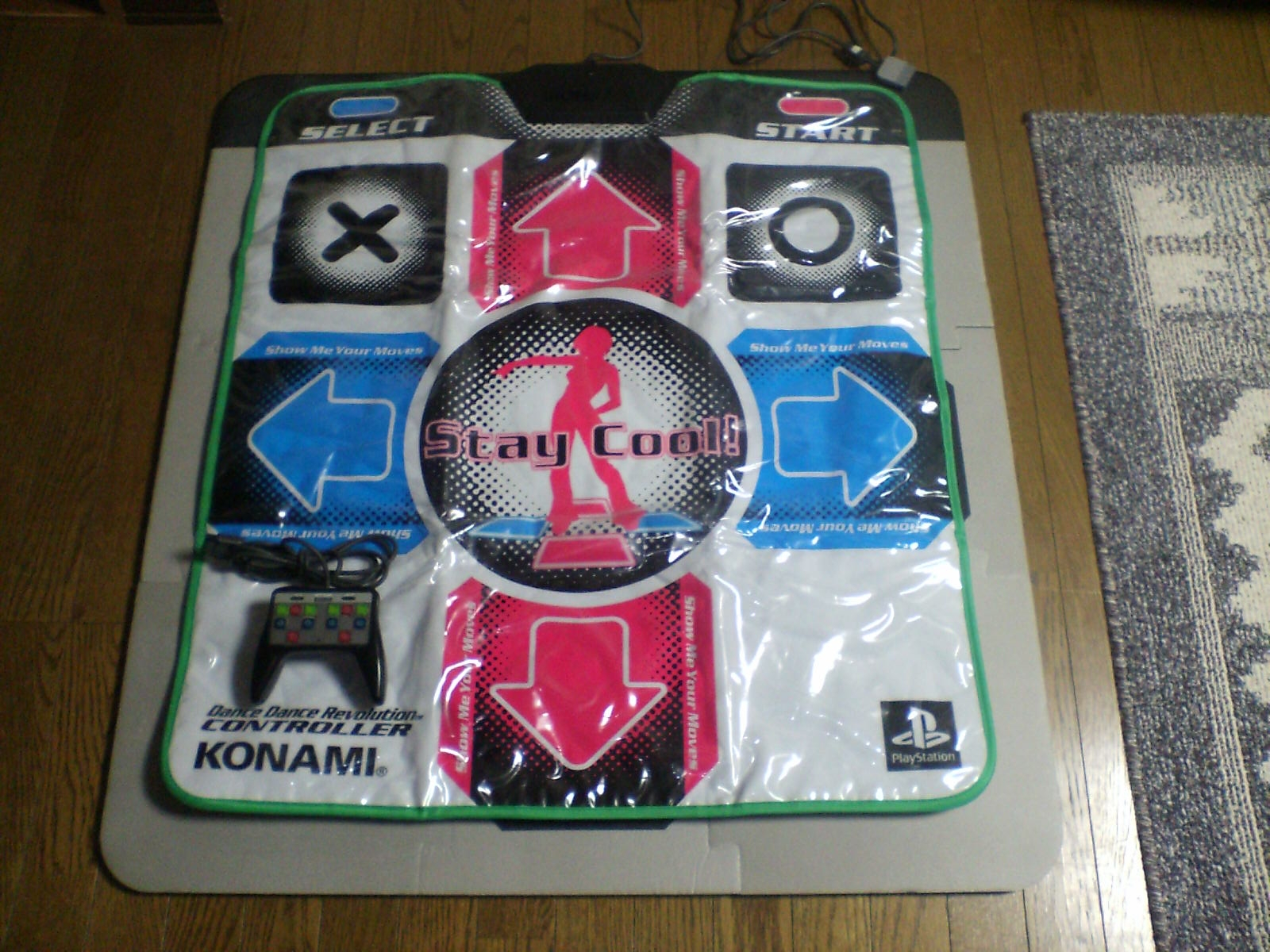
Taneční podložka ke hře Dance Dance Revolution

Taneční podložky (dancepady, pady) se používají při hraní tanečních her na počítači či playstationu.
Taneční podložka je deska se senzory, které snímají hráčův pohyb. Pomocí padu pak může hra vyhodnotit výsledky. Taneční podložka je rozdělena na 9 polí v 3x3 matici a běžně obsahuje i tlačítka start a select v horní části.
Taneční podložky se dělí na dva druhy - softpady a hardpady. Softpady jsou levnější varianty, které se běžně dají složit a lehce přenést. Také méně vydrží a nejsou vhodné na hraní těžších skladeb. Hardpady bývají vyrobené z pevných materiálů a také na rozdíl od softpadů umožňují hraní v botách; zato bývají dražší.
Rozměry jednoho pole by měly být 11x11 palců, avšak to je dodržováno převážně jen u hardpadů.

## Softpady
Softpady jsou základní varianty tanečních podložek, které jsou určeny především pro začínající nebo pokročilé hráče. Softpady jsou vyrobeny z plastových materiálů a jsou skladné. Softpady jsou určeny pouze pro hraní bez bot. Cena se pohybuje od 200 Kč u nejzákladnějších podložek až po cca 2500 Kč u špičkových modelů. Softpady se snadno opotřebují a nevydrží příliš dlouho, avšak na běžné hraní postačují.
Specifickým typem softpadů jsou tzv. softpady s výplní. Tyto softpady obsahují pěnovou výplň (molitan nebo EVA), která tlumí nárazy nohou. Díky tomu je hraní šetrnější na klouby, odrážení je však náročnější. Díky tomu se na těchto podložkách obtížněji hrají náročnější skladby. Těmto podložkách se občas říká Ignition jako reference na RedOctane Ignition, což je první taneční podložka s výplní. Určitým kompromisem mezi podložkou s výplní a normální je podložka Impact Dance Pad. Díky absenci výplně umožňuje rychlé odrazy a tak i překonání náročných skladeb, avšak není tak tenká jako klasické podložky.

## Hardpady
Druhým druhem tanečních podložek jsou hardpady, tedy pevné taneční podložky určené pro hraní v botách. Hardpady jsou typicky vhodné na náročnější hraní. Nejrozšířenějším typem hardpadů jsou takzvané TX hardpady, jedná se o nejlevnější a nejméně kvalitní hardpady. Tyto hardpady stojí běžně od 3500 Kč do 5000 Kč. Asi nejslavnějším hardpadem je Cobalt Flux, který byl dlouhou dobu uznáván jako špička. Jelikož se hlavně v západních zemích taneční hry stávají čím dál více populárnější pro použití ve fitness centrech, vznikly podložky na tuto zátěž stavěné. Některé z nich lze zakoupit pouze v rámci setu, jiné i samostatně pro domácí použití. Cena u těchto hardpadů se pohybuje od 20 000 do 120 000 Kč za nejdražší modely.
Hardpady se snaží co nejvíce přiblížit hraní na skutečném tanečním automatu. Proto je prakticky u všech hardpadů stejné rozložení šipek jako na automatech, které je standardizované. Také volba materiálů je podobná - šipky jsou dělané z plexiskla nebo polykarbonátu, neaktivní plochy pak z kovu.

## Další typy
Kromě klasických tanečních podložek určených pro hraní her jako jsou Dance Dance Revolution, In The Groove apod., existují i jiné druhy tanečních podložek. Některé z tanečních podložek jsou podobné softpadům, avšak místo do počítače či herní konzole se připojují rovnou do televize. Tyto taneční podložky běžně obsahují pouze pár skladeb bez možnosti jejich dalšího rozšíření navíc ani životnost nebývá vysoká.